# 短吻犬属
短吻犬属（学名：Simocyon）是小熊猫科下的一属已灭绝的食肉哺乳动物。短吻犬属的体型大约与美洲狮相当，它们生活在晚中新世和早上新世，其化石在欧洲、亚洲、北美（Peignéet al.  2005）和非洲都有发现。

## 分类

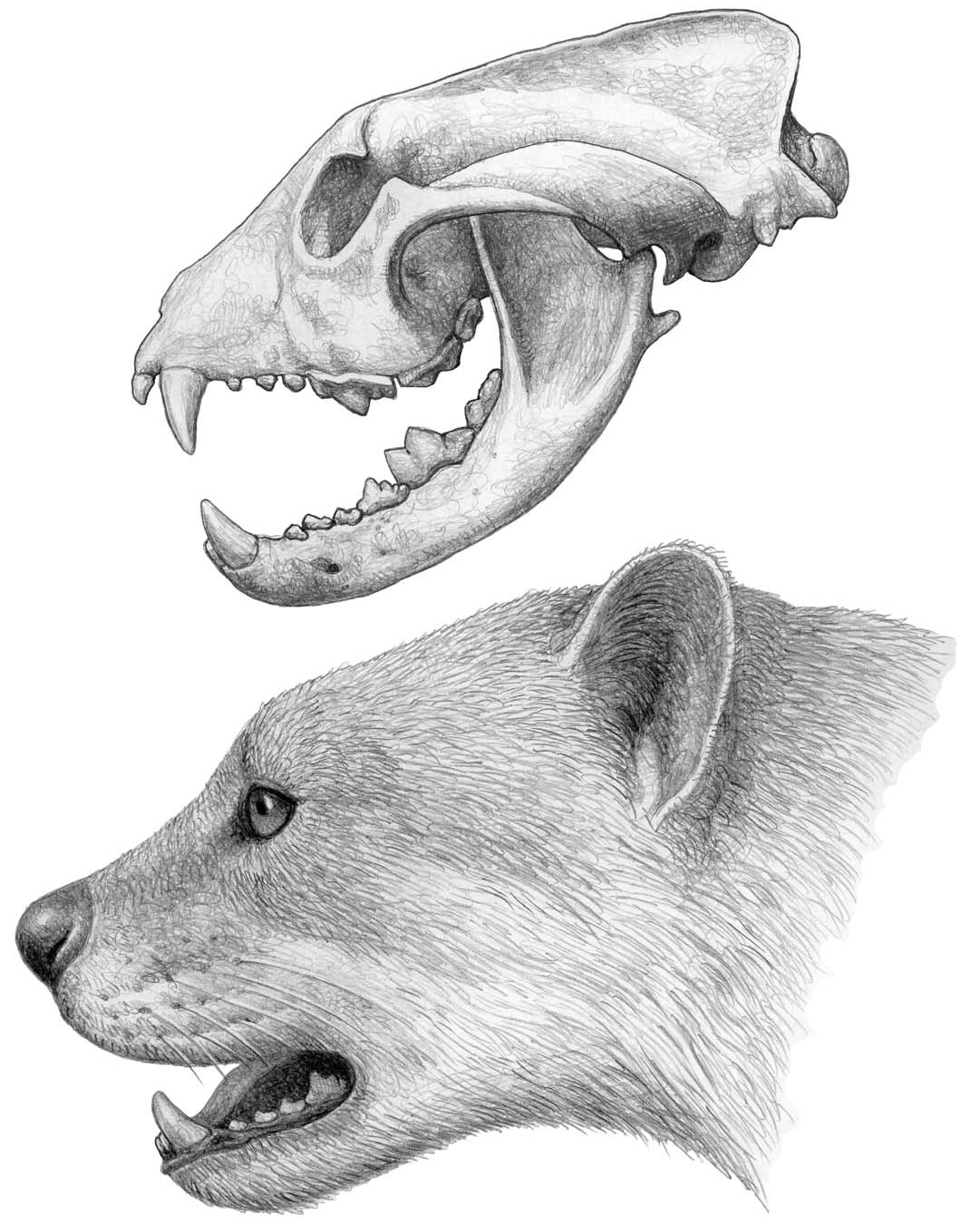
头部复原图

短吻犬属与其他食肉目动物之间的关系一直存在争议，但对其耳朵、牙齿和脚踝结构的研究表明，其最近的近亲是小熊猫属（Wang , 1997；Peignéet al. , 2005），尽管它与小熊猫之间有足够的不同，使其可以与与之相关的Alopecocyon属和Actiocyon属一起归入一个单独的短吻犬亚科。虽然小熊猫以植食性为主，但短吻犬属的牙齿和头骨表明它们是食肉动物，它可能会像鬣狗一样用颚部压碎骨头（Peignéet al.，2005）。短吻犬属的骨骼表明，它可以像小熊猫一样爬树，尽管它可能也花了相当长的时间在地面上活动（Salesa et al., 2008）。短吻犬属和小熊猫属都有一个放射状的籽骨，腕上有一块不寻常的骨头，就像假拇指一样（Salesa et al.,2006）。在这一时期，它的竞争对手是眼镜熊亚科、猎猫科和早期的犬科动物。